# Nasaf Qarshi (féminines)
La section féminine du Nasaf Qarshi est un club féminin de football ouzbek fondé en 2003 et basé à Qarshi.

## Histoire
Le Sevinch Qarshi est fondé en 2003.
Le Sevinch remporte son neuvième titre en coupe d'Ouzbékistan en 2016.
En 2022, l'équipe devient la section féminine du Nasaf Qarshi. Le club retrouve son titre en championnat.

## Palmarès
- Championnat d'Ouzbékistan (16) :
  - Champion en 2004, 2006, 2007, 2008, 2009, 2010, 2011, 2012, 2013, 2014, 2015, 2016, 2019, 2022, 2023 et 2024[6]
  - Vice-champion en 2005, 2017 et 2018
- Coupe d'Ouzbékistan (11) :
  - Vainqueur en 2005, 2006, 2007, 2008, 2010, 2011, 2012, 2013, 2014, 2016, 2018 et 2022[7]
- Supercoupe d'Ouzbékistan (4) :
  - Vainqueur en 2015, 2017, 2023 et 2024